# خوسيه رويز سانشيز
خوسيه رويز سانشيز (بالإسبانية: José Ruiz Sánchez)‏ هو دراج إسباني، ولد في 19 أكتوبر 1980 في فيلافرانكا دي قرطبة في إسبانيا.